# Pole Dance (canção)
"Pole Dance" é uma canção da cantora brasileira Ana Carolina, que está incluída em seu álbum "#AC. A canção foi composta por Ana em parceria com Edu Krieger. É o sétimo single do álbum a ser lançado.

## Contexto
Quatro anos após o lançamento de seu último álbum em estúdio, N9ve, Ana Carolina lançará seu sexto álbum em estúdio, #AC, em junho de 2013. O álbum foi gravado em Los Angeles em 2012 .
Pole Dance é usada como tema de abertura da turnê que promove o disco.

## Vídeo clipe
A cantora confirmou que estava gravando um vídeo clipe para a canção em Junho de 2014, com uma foto postada em sua conta no Facebook.
O clipe oficial da canção foi lançado em 08 de dezembro de 2014, sendo transmitido pela primeira vez no programa Mais Você da Rede Globo e disponibilizado na conta no Vevo oficial da cantora mais tarde no mesmo dia. É a sexta vez em que a cantora dirige e edita um vídeo clipe, experiência já realizada em "Un Sueño Bajo El Agua", "Leveza de Valsa", "Resposta da Rita", "Combustível" e "Libido". 
Segundo Ana Carolina, o clipe foi gravado por ela durante festas e churrascos em sua casa. Um poste havia sido instalado no local e a cantora pedia aos convidados que dançassem no mesmo. A ideia envolvia 'fazer (um clipe) com gente como a gente'. O clipe conta com diversas participações especiais, entre as quais: o cantor Fiuk, as atrizes Adriana Esteves, Tatá Werneck, Bianca Rinaldi, Helena Ranaldi, Fiorella Mattheis, Letícia Lima, os atores Fábio Porchat, Paulo Gustavo, Marcelo Serrado, Tiago Abravanel, o jornalista e apresentador Zeca Camargo e os cantores  Sidney Magal e Gaby Amarantos. A apresentadora Ana Maria Braga e seu companheiro de palco Louro José também aparecem no vídeo clipe, no qual ainda aparecem a mãe e os cachorros da cantora.
A música que toca durante o vídeo clipe não a versão em estúdio incluída no disco, mas sim um remix novo, feito por Mikael Mutti.